# 村上忍
村上 忍（むらかみ しのぶ、1977年2月4日 - ）は、地方競馬の岩手県競馬組合・水沢競馬場村上実厩舎所属の騎手である。勝負服の服色は胴赤・白襷、袖白・赤二本輪。岩手県胆沢郡胆沢町出身。
所属厩舎の村上実調教師は元騎手で実父。現岩手県調騎会騎手部会会長。

## 来歴・人物
1994年7月2日盛岡競馬第3競走でデビュー（4着）。その翌日にはオープン特別の早池峰賞に騎乗して2着。7月30日盛岡競馬第3競走をステージテンプター制し、初勝利。1年目は特別2勝を含む21勝。
翌年高知競馬場の全日本新人王争覇戦で優勝。デビュー3年間は20勝台の成績が続いていたが、デビュー4年目の1997年はシーズン55勝と成績が急上昇。
そして、1999年自厩舎にトニージェントが入厩。この馬でJRA認定新馬戦を勝つと、翌2000年はダイヤモンドカップで重賞初勝利。同馬は不来方賞も制し、2000年度岩手競馬最優秀4歳馬に輝く。また、トーホウエンペラーの初代の主戦騎手として同馬をデビュー1年で桐花賞を制覇するまでに導いた。トーホウエンペラーでは、数々の大レースに騎乗する機会を得て、なかでもアグネスデジタルの僅差の2着まで迫った2001年のマイルチャンピオンシップ南部杯は村上忍の存在も印象付けた。その後、同馬は菅原勲に主戦の座を譲るが、村上は古馬になって重賞勝ちの無かったトニージェントを2002年桐花賞で優勝に導き、続くトウケイニセイ記念でも優勝。以後、この馬とのコンビで、桐花賞とトウケイニセイ記念3連覇、みちのく大賞典2連覇など重賞11勝した。
勝ち星的にも2000年からは毎年シーズン100勝台に乗せ、菅原勲・小林俊彦に次ぐリーディング3位がほぼ指定席となっていたが、2008年シーズンで年間173勝を挙げ、念願のリーディングジョッキーに輝いた。また、岩手競馬以外でも2003年にオーストラリアで競馬学校で研修を受けながら騎乗。同年7月26日には新潟競馬場6Rで7番人気ローレルアンジュに騎乗し中央競馬初勝利を挙げた。2005年の東京スポーツ杯2歳ステークス（GIII）で中央重賞初騎乗。2008年のガーネットステークス（GIII）では元GI馬ノボトゥルーに騎乗した（16番人気13着）。
2010年3月27日第14回水沢競馬4日目第10競走大崎市政宗公まつりレース(C1五組一般戦)をビュレットライナーで優勝（10頭立て1番人気）し、10221戦目で地方競馬通算1600勝達成。同年10月30日第8回水沢競馬1日目第5競走C2八組一般戦をシルキーカレントで優勝（10頭立て2番人気）し、地方競馬通算1700勝達成。
2012年10月20日盛岡競馬第2競走をロータスドリームで制し、地方競馬通算2000勝を達成。
2018年1月8日、水沢競馬第6競走をゴールドジャイアンで勝利して17665戦目で地方通算3000勝を達成した。岩手競馬では菅原勲、小林俊彦に続く史上3人目。
2021年5月9日、水沢競馬第1競走をミンナノヒーローで勝利して地方通算3500勝を達成した。岩手競馬では菅原勲、小林俊彦に続く史上3人目。
2023年12月26日水沢競馬第9競走をチベリウスで勝利し、地方競馬通算4000勝を達成した。岩手所属騎手で4000勝を達成したのは菅原勲に次ぎ史上2人目である。
2024年11月19日、水沢競馬第4競走でトランスミッションに騎乗し1着となり通算4128勝目を挙げ、菅原勲が記録した岩手競馬所属騎手としての地方競馬通算最多勝利記録4127勝を更新した。功績をたたえ、地元奥州市の胆沢総合支所には応援幕が掲げられた。

## 期間限定騎乗
岩手競馬のオフシーズンには他地区の競馬場にて期間限定騎乗を行っている。
- 2011年1月17日から3月18日までの予定で南関東公営競馬で期間限定騎乗を行う[10]。船橋競馬場での所属は齋藤敏厩舎。

## 主な受賞歴
- 2008、2009、2011～2015、2019年度 岩手競馬騎手リーディング1位
- ゴールデンジョッキーカップ優勝（2019年）[1]

## 主な騎乗馬
- トニージェント（ダイヤモンドカップ、不来方賞、桐花賞3回、トウケイニセイ記念3回、シアンモア記念、みちのく大賞典2回）
- トーホウエンペラー（桐花賞、シアンモア記念、青藍賞）
- カネサイジョオー（ビューチフル・ドリーマーカップ）
- ナノテクノロジー（若駒賞、不来方賞）
- マツリダサブロウ（東北ジュニアグランプリ）
- アパルダー（オパールカップ）
- スウィープザボード（南部駒賞）
- タイキシェンロン（早池峰賞）
- ハイフレンドトーレ（ビューチフル・ドリーマーカップ）
- トレジャーファンド（ダイヤモンドカップ、岩鷲賞）
- マツリダアーティス（ジュニアグランプリ）
- エアウィード（シアンモア記念）
- ハルサンヒコ（ダービーグランプリ）
- カネショウプルート（留守杯日高賞、ひまわり賞）
- リュウノツバサ（阿久利黒賞）
- カネショウエリート（きんもくせい賞、桐花賞）
- ダンストンリアル（岩鷲賞）
- クインオブクイン（ビューチフル・ドリーマーカップ）
- リュウノキングダム（北上川大賞典）
- モエレデフィニット（金杯）
- スクランブルエッグ（ジュニアグランプリ）
- メイホウホップ（北上川大賞典）
- ワタリドラゴン（ジュニアグランプリ）
- リュウノボーイ（絆カップ、シアンモア記念）
- ミキノウインク（ひまわり賞、ヴィーナススプリント）
- ロックハンドパワー（若駒賞、寒菊賞、スプリングカップ）
- ロッソコルサ（不来方賞、ダービーグランプリ、桐花賞、青藍賞）
- マイネヴィント（北上川大賞典）
- ヒビケジンダイコ（せきれい賞）
- ゴオリイ（知床賞）
- ターントゥタイド（はまなす賞）
- ライズライン（岩手ダービーダイヤモンドカップ、オパールカップ、不来方賞、白嶺賞、シアンモア記念、北上川大賞典、すずらん賞）
- オールマイウェイ（かきつばた賞）
- ランドオウジ（早池峰賞、すずらん賞、栗駒賞）
- ジャイアントスター（ウイナーカップ）
- ミラクルフラワー（知床賞、みちのく大賞典、フェアリーカップ2回、トウケイニセイ記念）
- シークロム（スプリングカップ、イーハトーブマイル）
- ランデックアロマ（ハヤテスプリント）
- ラブディーバ（ひまわり賞）
- ダイワエクシード（不来方賞、北上川大賞典）
- ワットロンクン（白嶺賞）
- エンパイアペガサス（スプリングカップ、やまびこ賞、岩手ダービーダイヤモンドカップ、イーハトーブマイル、不来方賞、報知グランプリカップ、あすなろ賞、みちのく大賞典、北上川大賞典、桐花賞）
- チャイヨー（ウイナーカップ）
- ダンストンレガーメ（知床賞、あやめ賞、留守杯日高賞）
- ベンテンコゾウ（南部駒賞、寒菊賞、奥州弥生賞、北斗盃、北海優駿、赤松杯、シアンモア記念）
- ダンストンリアン（ハヤテスプリント）
- ベストロード（若鮎賞）
- スターインパルス（秋桜賞）
- チャイヤプーン（寒菊賞、金杯、やまびこ賞、岩手ダービーダイヤモンドカップ、ダービーグランプリ、赤松杯、あすなろ賞）
- ロジストーム（白嶺賞、赤松杯、シアンモア記念、絆カップ）
- グローリアスライブ（留守杯日高賞）
- マツリダレーベン（オパールカップ）
- フレッチャビアンカ（スプリングカップ）
- マツリダスティール（イーハトーブマイル、不来方賞）
- ヴァケーション（みちのく大賞典）
- フジユージーン（ビギナーズカップ、ネクストスター盛岡、南部駒賞、スプリングカップ、ダイヤモンドカップ、東北優駿、楠賞）
- ミヤギヴァリアント（若駒賞）
- コモリリーガル（プリンセスカップ、ひまわり賞）
- マツリダマスラオ（若駒賞）
- ウラヤ（絆カップ）

出典:

## 人物・エピソード
- 地元では基本的に「ムラシノ」と呼ばれる。「ムラカミ」、「シノブ」とも言われるが、他の騎手や調教師の名前と被るために多用はされない。
- 村松学元騎手、菅原幸弘元騎手とは同期。とくに村松と仲が良く、 村松とセットで「ムラムラコンビ」と呼ばれていた。FM岩手の岩手競馬番組「勝ちそー」では冬季休催期間の企画としてコンビでコーナーを持っていたこともある。